# 高江駅
高江駅（たかええき）は、かつて熊本県菊池郡泗水町（現・菊池市泗水町）にあった熊本電気鉄道菊池線の駅（廃駅）である。

## 歴史
- 1913年（大正2年）
  - 3月15日 - 菊池軌道により当駅 - 隈府（後の菊池）間の起点駅として開業。
  - 8月27日 - 広町 - 当駅間が開業し、途中駅となる。
- 1986年（昭和61年）2月16日 - 御代志 - 菊池間の廃線に伴い廃駅となる。

## 駅構造
かつては相対式ホームと貨物専用ホームを有していたが、晩年は菊池方面へ向かって左側のホームが使われるのみだった。

## 廃止後の状況
- 高江駅駐輪場がかつての本線上に設置されている。
- 駅舎は同社のバス待合室として使われていたが、2002年（平成14年）9月、新築に伴い撤去された。（画像）
- 駅近くの合志川に旧・菊池線の鉄橋（歩行者橋）が架かっていたが、2012年（平成24年）7月の平成24年7月九州北部豪雨で河川増水し鉄橋が流失した。（画像）

## 隣の駅
熊本電気鉄道
菊池線（廃止区間）
辻久保駅 - 高江駅 - 泗水駅